# Johann Friedrich von Brandt
Johann Friedrich von Brandt (Jüterbog, 1802. május 25. – Meriküla, Észtország kormányzósága, 1879. július 15.) német zoológus és természettudós. Zoológiai szakmunkákban nevének rövidítése: „Brandt”.

## Életpálya
Szülővárosában és Wittenbergben járt iskolába, orvosi valamint filozófiai tanulmányait 1821 és 1826 között Berlini Egyetemen – doktorként, sebészként és szülészként – végezte. Kiegészítő vizsgát gyógyszertanból tett. Berlini anatómiai múzeumban tanársegéd lett. 1928-tól a Berlini egyetem külső előadója. 1831-ben rendkívüli professzorként kinevezték a Szentpétervári Akadémia állattani igazgatójának. 1833-tól professzor és a Leopoldina tagja. Előbb tanácsos, majd 1869-től titkos tanácsos. Több expedícióban vett részt és több expedicó szolgáltatott részére múzeumi anyagot.

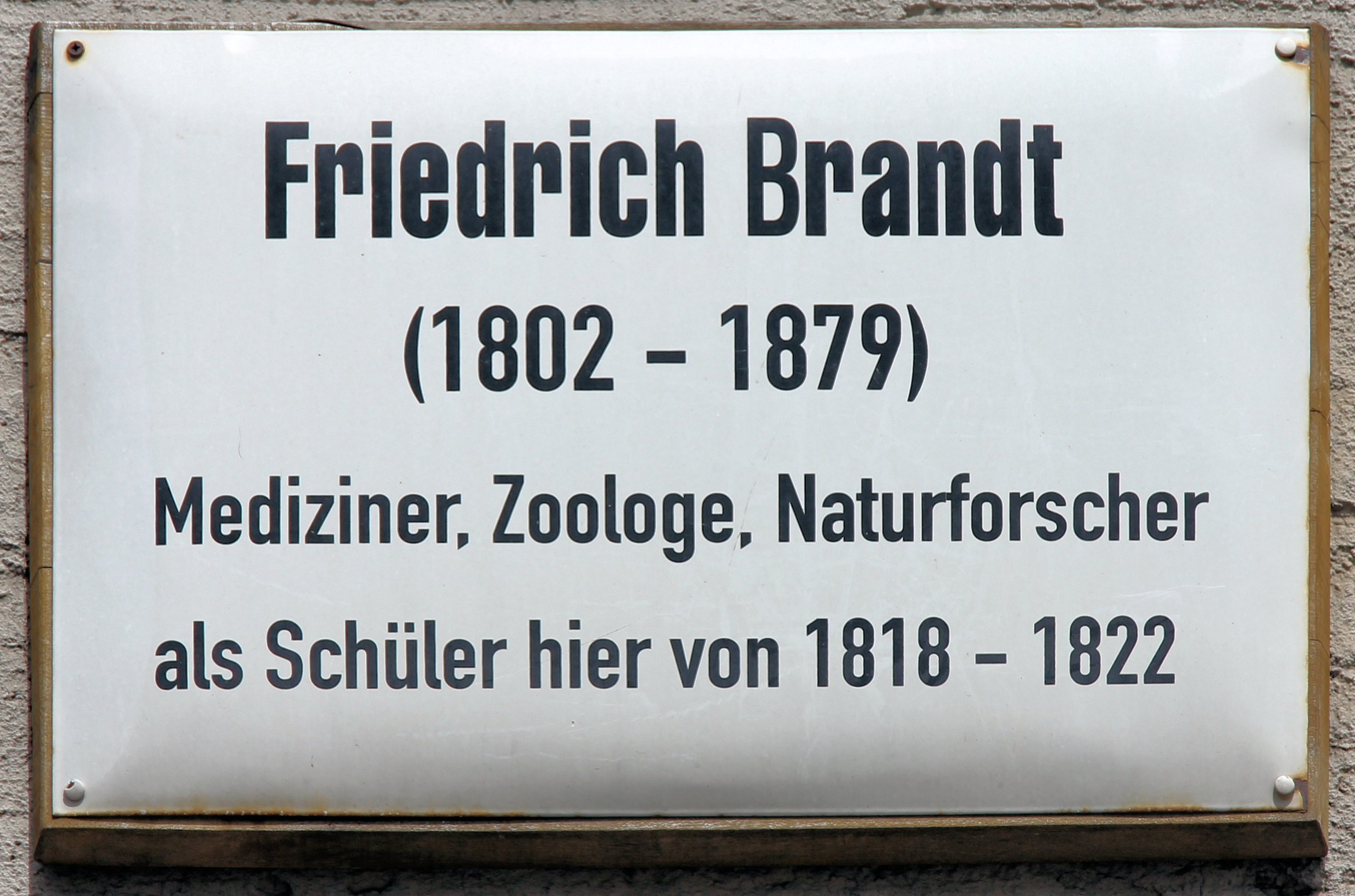
A wittenbergi tabla

## Kutatási területei
Ismert és ismeretlen állatfajok élőhelyeinek kutatása, az állatok rendszerezése, a múzeum részére történő beszerzése, bemutatásuk a nagyközönségnek. Több madárral kapcsolatos tanulmányt készített.

## Írásai
- Deutschlands phanerogamische Giftgewächse in Abbildungen und Beschreibungen. Hirschwald in Comm., Berlin, 1834 (Digitalisat) (németül)
- Julius Theodor Christian Ratzeburggal:  Medizinische Zoologie oder getreue Darstellung und Beschreibung der Thiere, die in der Arzneimittellehre in Betracht kommen
  - 1. kötet Berlin, 1829. (Digitalisat) (németül)
  - 2. kötet Berlin, 1833. (Digitalisat) (németül)
- 1826–1827 években több cikke jelent meg orvosi szaklapokban, az orvosi enciklopédiában. Témakörei a növényi orvosságok, mérgek valamint az emlősök leírásával foglalkozott.
- 1831-től kutatásai eredményeit oroszul propagálta.
- 318-nál több tudományos cikkeket írt, egy tucat állatot azonosított, leírta jellemzőjüket, meghatározta tudományos elnevezésüket.

## Elismerései
- a Francia Természettudományi Akadémia tagja
- több tudományos elismerés, cím birtokosa
- 1876. januárjában doktori vizsgájának 50. évfordulóján állami elismerésként saját arcképével nyomott domborművet kapott
- több egyetem tiszteletbeli professzora

## Emlékezete
- Egykori középiskolájának falán emléktáblát helyeztek el.